# Hofanlage Mislag 21
Die  Hofanlage Mislag 21 in der niedersächsischen Gemeinde Ihlienworth (Samtgemeinde Land Hadeln) im Landkreis Cuxhaven stammt aus der zweiten Hälfte des 19. Jahrhunderts. Aktuell (2024) wird sie wohl landwirtschaftlich genutzt. 
Die Gebäude stehen unter Denkmalschutz (siehe auch Liste der Baudenkmale in Ihlienworth).

## Beschreibung
Die Hofanlage aus dem 19. Jahrhundert besteht aus:
- dem eingeschossigen giebelständigen Wohn- und Wirtschaftsgebäude als Zweiständer-Hallenhaus in Fachwerk mit Steinausfachungen, mit Satteldach, im Giebeldreieck mit regionaltypischer Verbretterung  und die Groote Door mit Segmentbogen,[2]
- und der giebelständigen Scheune von um 1850 mit Satteldach,[3]